# Cherepon
El cherepon (o chiripon, o kyerepong, o okere) és una llengua guang meridional que parlen els cherepons a la regió Oriental de Ghana. Hi ha entre 111.000 (2003) i 145.000 parlants de cherepon. El seu codi ISO 639-3 és cpn i el seu codi al glottolog és cher1271.

## Família lingüística
El cherepon és una de les llengües guangs meridionals. Les altres llengües que, segons l'ethnologue i el glottolog formen part d'aquest subgrups de les llengües tanos que formen part de les Llengües nigerocongoleses, les llengües kwa són: l'awutu, el gua i el larteh. Totes aquestes llengües es parlen a Ghana. Segons el glottolo el cherepon i el gua formen el subgrup de les llengües gua-cherepon, que són llengües gua Hill Sud juntament amb el larteh les quals formen, juntament amb l'awutu, el grup de les llengües guangs meridionals.

## Situació geogràfica i pobles veïns
Els cherepons tenen el territori a l'est de la ciutat de Koforidua, al nord dels Lartehs, entre les zones de les llengües ga i twi, a la regió Oriental de Ghana.
Segons el mapa lingüístic de Ghana de l'ethnologue, el territori cherepon està situat al nord-est d'Accra, no gaire lluny del riu Volta. Els cherepons són veïns amb el territori dels dangmes al nord i est, dels lartehs al sud i dels àkans a l'oest i sud-oest. El territori dels ga no està gaire lluny, al sud, després del territori dels lartehs.

## Gramàtica
En la gramàtica del cherepong el verb inclou inflexió verbal, realitzada generalment mitjançant la variació del to; encara que de vegades també es realitza mitjançant afixos.

### Sistema fonològic
El cherepong comparteix el mateix sistema fonològic amb la resta de llengües Kwa
|             |             | bilabial | alveolar | palatal | velar  | labiovelar |
| ----------- | ----------- | -------- | -------- | ------- | ------ | ---------- |
| Oclusiva    | Oclusiva    | *p       | *t       |         |        | *kʷ        |
| Implosiva   | sorda       | *ƥ       | *ƭ       |         | *ƙ     | *ƙƥ        |
| Implosiva   | sonora      | *ɓ       | *ɗ       | *ʄ      | *ɠ     | *ɠɓ        |
| aproximante | aproximante | *ʋ̃, *ʋ   | *l̃, *l   | *y, *ỹ  | *ɰ̃, *ɰ | *w̃, *w     |
| nasal       | nasal       | *m       | *n       | *ɲ      | *ŋ     | *ŋʷ        |
Les vocals es divideixen en orals /*i, *ɪ, *ɛ, *a, *ɔ, *ʊ, *u/ i nasals /*ĩ, *ɪ̃, *ɛ̃, *ã, *ɔ̃, *ʊ̃, *ũ/.

## Lèxic
Els numerals del cherepong reconstruïts a partir del subgrup de llengües protou-tano:
| '1'  | *-kʊ̃       |
| '2'  | *-wiã*-ɲuã |
| '3'  | *-sã       |
| '4'  | *-nã       |
| '5'  | *-nũ       |
| '6'  | *-siã      |
| '7'  | *-suŋu     |
| '8'  | *-wɔcwɛ    |
| '9'  | *-kolã     |
| '10' | *du*bu-lu  |

## Sociolingüística, estatus i ús de la llengua
El cherepon és una llengua vigorosa (EGIDS 5a): Tot i que no està estandarditzada, la utilitzen persones de totes les edats i generacions tant en l'entorn de la llar com en l'entorn social en totes les situacions. No hi ha escriptura en cherepon. Els cherepons també parlen l'àkan.